# Novi Bezdan
Novi Bezdan (hongrois : Ujbezdan) est une localité de Croatie située dans la municipalité de Petlovac, comitat d'Osijek-Baranja. Au recensement de 2001, elle comptait 329 habitants. Elle est habitée par des Magyars.